# Frasnes-lez-Buissenal

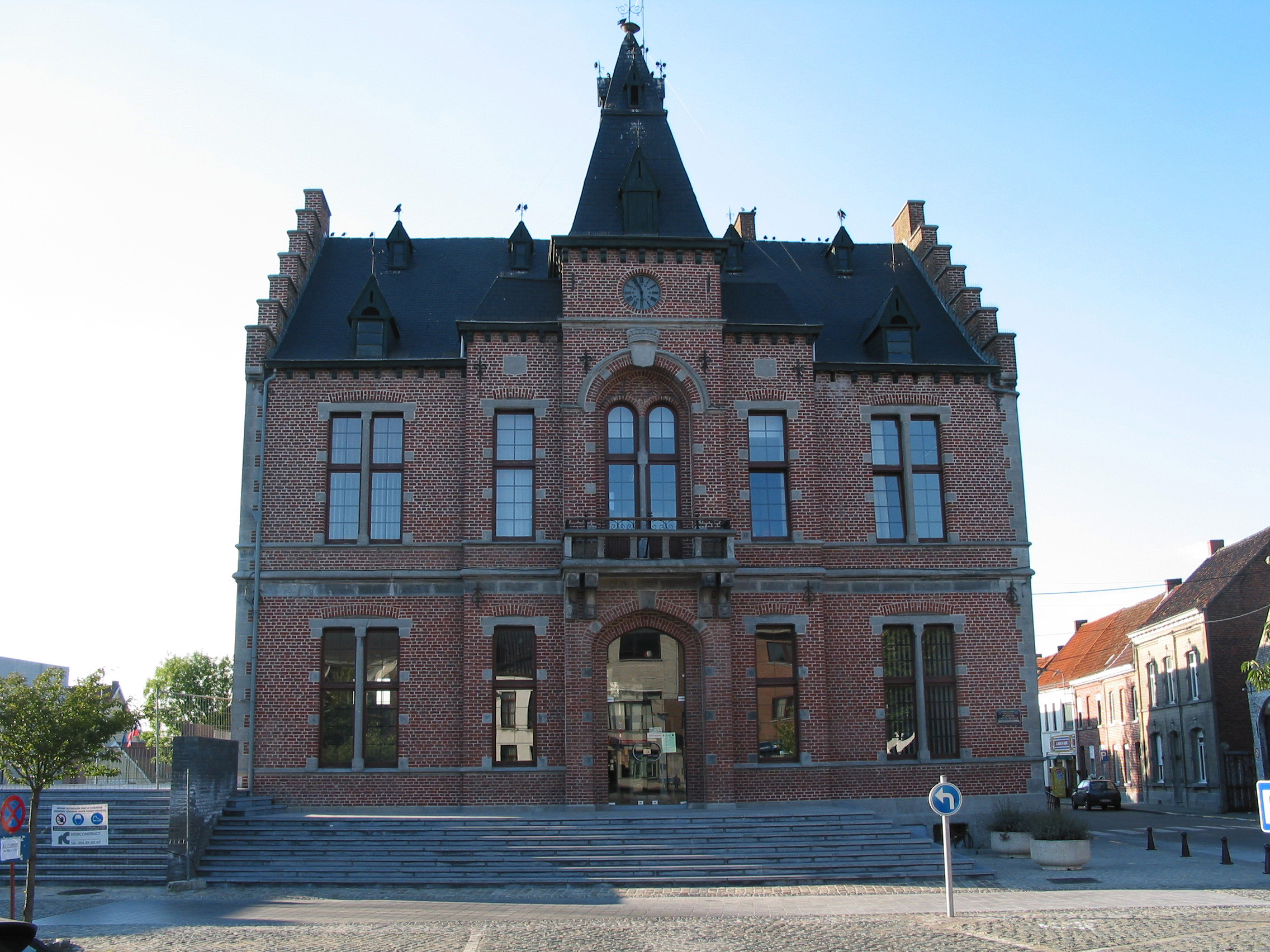
Gemeentehuis

Frasnes-lez-Buissenal is een dorp in de Belgische provincie Henegouwen, en een deelgemeente van de Waalse gemeente Frasnes-lez-Anvaing.
Frasnes-lez-Buissenal was een zelfstandige gemeente, tot die bij de gemeentelijke herindeling van 1977 toegevoegd werd aan de gemeente Frasnes-lez-Anvaing.

## Geschiedenis

### La Tène-periode (ca. 480 v.C.-190 n.C.)
Frasnes-lez-Buissenal staat ook bekend om haar belangrijke rol in de Keltische archeologie met de gevonden schat van twee gouden torques en enkele gouden munten. Op 5 februari 1864 werd deze schat ontdekt in de Bois de Martimont en werd de inhoud aan Keltische stammen verbonden. Het zou gaan om de stammen van de Nerviërs en Moriniërs, beide voornamelijk Belgische volksstammen. De schat dateert uit het einde van de 2e eeuw v.C., de torques en munten zijn versierd met geometrische en dierlijke motieven. Eén torque is versierd met een ramskop.
Bij deze schat gaat het om een intentionele depositie, deze is geplaatst rond het jaar 50 v.C., rond het einde van de Gallische Oorlog.
In 1953 werd de schat verkocht aan een New Yorkse verzamelaar. De stukken worden tentoongesteld in het Metropolitan Museum of Art in New York.

## Bezienswaardigheden
- De Sint-Martinuskerk (Église Saint-Martin) werd herbouwd in 1488 in gotische stijl. Bevat nog resten van de voorganger van 1282. Het koor is 16e-eeuws. De kerk bezit diverse kunstschatten.

## Natuur en landschap
Frasnes-lez-Buissenal ligt in het Pays des Collines op een hoogte van 36 meter. De Rhosnes stroomt door Frasnes-lez-Buissenal en neemt daar een aantal kleinere riviertjes op. De hoogte aan de kerk bedraagt 36 meter maar naar het noorden toe loopt de hoogte op tot 138 meter (Beau Site).

## Demografische ontwikkeling
- Bronnen: NIS, Opm: 1831 tot en met 1970=volkstellingen, 1976= inwoneraantal op 31 december

## Nabijgelegen kernen
Moustier, Hacquegnies, Ellignies-lez-Frasnes, Saint-Sauveur, Grand Monchaut, Buissenal